# Râu Sadului
Râu Sadului is een Roemeense gemeente in het district Sibiu.
Râu Sadului telt 620 inwoners.